# Рохас, Мигель
Мигель Альберто Рохас Лассо (исп. Miguel Alberto Rojas Lasso; род. 5 марта 1977, Аипе) — колумбийский футболист, защитник. Известен по выступлениям за «Атлетико Уила», «Онсе Кальдас» и сборную Колумбии.

## Клубная карьера
Мигель Рохас за свою футбольную карьеру выступал за различные колумбийские клубы: «Атлетико Уила», «Онсе Кальдас», «Бояка Чико», «Мильонариос» и «Альянса Петролера». Большую её часть Рохас провел в команде «Атлетико Уила», которую он представлял в 1993-2003 и 2011 годах. В составе клуба «Онсе Кальдас» Рохас стал обладателем Кубка Либертадорес в 2004 году.

## Международная карьера
Рохас всего раз появился на поле в составе сборной Колумбии. 17 января 2005 года в товарищеском матче против сборной Гватемалы Мигель появился на поле во втором тайме.

## Достижения
Клубные
 «Онсе Кальдас»
- Обладатель Кубка Либертадорес (1): 2004